# Пафлагонија
Пафлагонија (антгрч. Παφλαγονία [, модерно ]) је била античка регија у северној Анадолији; протезала се уз обалу Црног мора између Битиније на западу и Понта на истоку, односно северно од Фригије. Према Страбону, река Бартин чинила је западну, а Кизил источну границу регије.
Пафлагонија никада није имала значајнију улогу кроз историју, но била је насељена једним од најстаријих анадолијских народа. У доба владавине Хетита, регија је била насељена народом Кашка чије етничке везе са Пафлагонијцима нису познате, но чини се како су били у сродству са Кападокијцима који су припадали анадолијској грани индоевропских народа. Пафлагонија се спомиње у Херодотовим делима, у контексту освајања лидијског краља Креза који ју је прикључио свом краљевству, те како су њени становници 480. п. н. е. суделовали у Ксерксовој војсци у походу против Атине. Пафлагонија је прикључена Персијском царству још у доба Кира Великог који је поразио Креза, краља Лидије. Ксенофонт спомиње како је регијом владао домаћи принц без икаквог спољног утицаја околних сатрапа, а то се приписује изолованости регије која је окружена планинама и у коју воде неприступачни путеви. Пафлагонијом су касније владали Македонци под Александром и Римљани, након чега подручје губи име Пафлагонија у политичком смислу.